# Gigides megalops
Gigides megalops là một loài bướm đêm trong họ Noctuidae.